# SportPesa

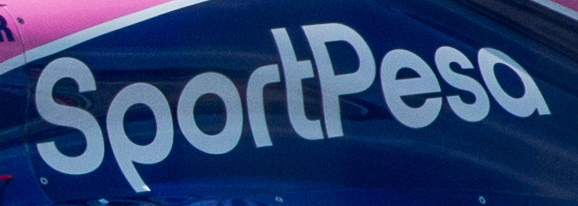

SportPesa é uma plataforma de apostas desportivas com operações no Quênia, Tanzânia, África do Sul, a Ilha de Man e o Reino Unido, onde ela atua em conjunto com a TGP Europa.

## Propriedade
SportPesa, no Quênia, é de propriedade e operado por Pevans África Oriental, uma empresa com acionistas da Bulgária, Quênia e Estados Unidos.

### Parcerias globais
SportPesa atualmente possui parcerias com quatro clubes inglês de Futebol  - Hull City Association Football Club, o Arsenal, Southampton, e o Everton. é a principal camisa do patrocinador para o Hull e o Everton.

## Reconhecimento E Premiação
Em 2016, Sportpesa ganhou o prêmio de Melhor empresa Africana.Prêmio realizado, no Discovery Sports Industry Awards (DSIA). Em 2017, foi reconhecida como uma Superbrand, colocado em 13º no ranking das melhores empresas no Quênia.